# Dromomeron
Dromomeron („běhající stehenní kost“) byl rod archosaurního plaza, žijící v období svrchního triasu (věk nor, před 220 až 212 miliony let) na území dnešní Argentiny a USA. Spadal do čeledi Lagerpetidae a byl tak relativně blízkým příbuzným "pravých" dinosaurů (byl zástupcem kladu Dinosauromorpha).

## Význam a popis
Dromomeron dokládá, že dinosauromorfové i praví dinosauři koexistovali po desítky milionů let společně a tyto vývojově primitivnější formy tedy nebyly dinosaury rychle a kompletně vytlačeny. Tento dravec měřil pravděpodobně jen kolem 80 cm a vážil asi 0,5 kg, dosahoval tedy přibližně velikosti dospělé slepice. Mohl se pohybovat jak na zadních končetinách, tak po všech čtyřech. Byl blízkým příbuzným geologicky starších rodů Lagerpeton a Ixalerpeton.
Větší jedinec se stehenní kostí dlouhou 22 cm byl formálně popsán v roce 2020 ze souvrství Santa Rosa v Novém Mexiku. Tento nález je důkazem, že dromomeroni i další dinosauromorfové mohli dosahovat podstatně větších rozměrů, než se dosud předpokládalo.

## Zařazení
Typový druh D. romeri byl popsán v roce 2007 jako zástupce čeledi Lagerpetidae. Jeho druhové jméno je poctou americkému paleontologovi Alfredu Sherwoodu Romerovi. Fylogenetická analýza této skupiny byla publikována v roce 2018. Ještě předtím byly stanoveny dva další druhy rodu Dromomeron, D. gregorii a D. gigas.